# Долна Саксония
Долна Саксония (на немски: Niedersachsen) е една от шестнадесетте федерални провинции на Германия. Разположена е в Северозападната част на Германия, а столица на провинцията е град Хановер. В някои от окръзите на Долна Саксония все още се говори долнонемски език, но броят на говорещите намалява. Във федералната провинция живеят около 8 млн. жители.

## География
Долна Саксония има площ от 47 613 км² и население от 7 918 000 жители. Гъстотата на населението е 166 души/км².  и граничи със Северно море, с федералните провинции Шлезвиг-Холщайн, Хамбург, Мекленбург-Предна Померания, Бранденбург, Саксония-Анхалт, Тюрингия, Хесен и Северен Рейн-Вестфалия, и Кралство Нидерландия (от север и по посока на часовниковата стрелка). Провинция Бремен формира анклав в Долна Саксония. По-големи градове са Хановер, Брауншвайг, Оснабрюк, Олденбург и Гьотинген.
Северозападната част от Долна Саксония е дял от историческата област Фризия и се нарича Ostfriesland (Източна Фризия). Включва и седем острова, познати като Източнофризийски острови. В югозапада на Долна Саксония се намира Емсланд (земята около Емс), слабо населена област, в миналото пълна с непристъпни мочурища. Южната част на Долна Саксония е изключително хълмиста, но има три планински възвишения: Везербергланд („Везерски планински регион“), Золинг и Харц. В средната част на федералната провинция са разположени най-големите градове и икономически центрове: Хановер, Хилдесхайм, Волфсбург, Залцгитер и Брауншвайг. Регионът в североизточната част на провинцията се нарича Lüneburger Heide (Люнебургска степ) – най-голямата степ в Германия, а през Средновековието е била мощен и богат регион, поради търговията със сол. На север, река Елба разделя Долна Саксония от Хамбург, Шлезвиг-Холщайн, Мекленбург-Предна Померания и провинция Бранденбург. Северните части на провинцията се наричат Алтес Ланд и се характеризират с многото овощни градини.
Най-високата точка в провинцията е Вурмберг (Wurmberg) с височина 971 метра. 

## Административно деление
Долна Саксония е разделена на 38 окръга (Landkreise или само Kreise):
| Административна карта на Долна Саксония | | |
| 1. Амерланд 2. Аурих 3. Бентхайм 4. Целе 5. Клопенбург 6. Куксхавен 7. Дипхолц 8. Емсланд 9. Фризланд 10. Гифхорн 11. Гослар 12. Гетинген 13. Хамелн-Пирмонт | 1. Хановер 2. Харбург 3. Хелмщед 4. Хилдесхайм 5. Холцминден 6. Лер 7. Лихоу-Даненберг 8. Линебург 9. Нортхайм 10. Олденбург 11. Оснабрик 12. Остерхолц | 1. Остероде 2. Пейне 3. Ротенбург 4. Шаумбург 5. Золтау-Фалингбостел 6. Щаде 7. Уелцен 8. Вехта 9. Ферден 10. Везермарш 11. Витмунд 12. Волфенбутел |

Също така има и 8 самостоятелни града:
1. Брауншвайг (Брунзвик)
2. Делменхорст
3. Емден
4. Олденбург
5. Оснабрюк
6. Залцгитер
7. Вилхелмсхафен
8. Волфсбург